# Manel (grup)
Manel és un grup de música de Barcelona que canta en català. Les seves cançons barregen el pop amb música folklòrica. Van llançar el seu primer disc al mercat l'any 2008, titulat Els millors professors europeus; el segon, 10 milles per veure una bona armadura, el 2011; el tercer, Atletes, baixin de l'escenari, el 2013; el quart, Jo competeixo, el 2016 i el cinquè, Per la bona gent, el 2019. Segons alguns crítics tenen elements en comú amb altres artistes de llengua catalana com Jaume Sisa, Pau Riba o Antònia Font, i amb altres d'internacionals com Beirut o Sufjan Stevens.
El març de 2023 el grup anuncià una interrupció de la seva activitat al cap de 15 anys, malgrat que Guillem Gisbert declarà que Manel farà més treballs en el futur.

## Trajectòria musical

### Inicis
Els components del grup provenen tots de la barcelonina Escola Costa i Llobera, però no es coneixien durant l'època escolar per les diferències d'edat que hi ha entre ells. Va ser al cap dels anys quan, a través d'amics o germans petits, es van conèixer i van formar el grup. Des de llavors, l'ascens és meteòric. Es van donar a conèixer al concurs de maquetes Sona9 del 2007, on van quedar finalistes i van guanyar el Premi Joventut; el premi obtingut pel segon lloc el van invertir en l'enregistrament del seu primer àlbum.
El nom de «Manel» se'ls va ocórrer casualment poc abans de presentar la maqueta al concurs Sona9. Segons ells mateixos, no té cap significat concret.

### Els millors professors europeus
El 2008 va sortir a la venda el seu primer disc anomenat Els millors professors europeus, títol que fa referència a un vers de la cançó Pla quinquennal. L'àlbum, enregistrat als Estudis Nòmada 57 entre juny i octubre de 2007, i publicat per Discmedi, va rebre una bona crítica. La revista Enderrock li va donar el premi al millor disc pop-rock de l'any. La revista Rockdelux el va classificar com el tercer millor disc espanyol de l'any i Mondosonoro el va ubicar al setè lloc de la mateixa categoria. Fou considerat un dels grups en català revelació del 2008.
El seu videoclip de «Dona estrangera», dirigit per Sergi Pérez Mañas, guanyà el premi al Millor Videoclip de l'Any del festival Cinemad 08. El 2009 van gravar amb Albert Pla, Joan Miquel Oliver, Gerard Quintana, Estopa, Quimi Portet la cançó «El caganer» de l'àlbum fet per diversos artistes relacionats amb la cultura catalana anomenat Cançons Prenadal. Al setembre de 2010 Els millors professors europeus havia venut més 30.000 còpies, per la qual cosa va aconseguir la categoria de disc d'or.

### 10 milles per veure una bona armadura
El seu segon disc, del qual en van avançar dues cançons («Aniversari» i «Boomerang») durant el febrer del 2011 va sortir a la venda el 15 de març de 2011 amb el nom de 10 milles per veure una bona armadura. El títol és una al·lusió a una frase que pronunciava Kenneth Branagh a Molt soroll per no res. En 10 dies es va convertir en el disc més venut de l'Estat espanyol i es mantingué durant dues setmanes seguides com a número 1.

### Atletes, baixin de l'escenari
El seu tercer disc porta com a títol una frase cèlebre de la veu en off dels Jocs Olímpics de Barcelona de 1992, Constantino Romero, quan hi va haver una invasió del camp per part dels atletes de diverses delegacions presents durant l'actuació de Peret i Los Manolos a la cerimònia de clausura del Jocs a l'Estadi Olímpic de Monjüic. El disc compta amb 13 cançons. La cançó que obre el disc, «Ai, Yoko», remet a la cançó de John Lennon «Oh Yoko». El 26 de març es va avançar el primer single de l'àlbum, «Teresa Rampell», per animar les reserves del disc i les vendes del single. El single i la reserva del disc es van posicionar directament en el número u de vendes de cançons i àlbums a l'iTunes.
La gira d'aquest disc s'inicià a l'edició de 2013 Primavera Sound i ha dut el grup a fer concerts arreu de Catalunya, Espanya i algunes sales de Suïssa, Alemanya, Anglaterra i al Santos Party House de Nova York.

### Jo competeixo
L'1 de març de 2016 Manel anuncià a través d'un comunicat de premsa el llançament del seu quart disc d'estudi, titulat «Jo competeixo», que es publicà el 8 d'abril i constà d'onze cançons, enregistrades entre el novembre i el desembre de 2015. Amb aquest treball, el so del grup s'obria a registres més electrònics, i comptava també amb la singularitat que per primera vegada el quartet comptava amb un productor musical extern, el nord-americà Jake Aron. El primer senzill, «Sabotatge», es va publicar l'11 de març. La gira de presentació va arrencar amb un concert-assaig a la sala Salamandra de l'Hospitalet de Llobregat el 6 de maig de 2016.
Una setmana després del seu llançament, el disc es va situar al primer lloc del llistat oficial de vendes de discos de l'Estat espanyol, així com a l'encapçalament del rànquing d'iTunes. D'aquesta manera, Manel va esdevenir el primer grup en aconseguir tres entrades consecutives al cim del rànquing de vendes estatal amb tres àlbums cantats en català.
El 14 de maig de 2017 cantaren a la Sala Apolo de Barcelona, junt amb el grup de música català P.A.W.N. Gang, la cançó "Jo competeixo" en la segona edició del Desconcert d'iCat.

### Per la bona gent
Més de 3 anys després del llançament del quart disc, Manel presenta Per la bona gent, publicat l'octubre de 2019 i compost per un total d'onze cançons. L'àlbum consta amb una commemoració de la cèlebre cantant Maria del Mar Bonet, qui aporta la seva veu en la segona cançó del disc, Per la bona gent.
Amb aquest nou àlbum Manel aposta per un estil més electrònic, utilitzant samples d'antigues cançons de la cultura catalana, d'artistes així com Lluís Llach o Els Pets. Aquests han estat clarament barrejats amb altres estils; la cançó Formigues (en la qual hi ha una part d'un poema de Jacint Verdaguer) conté elements que l'apropen molt a temes de l'artista britànic James Blake. Tanca el disc El vell músic, cantat per Jaume Sisa.
Manel va presentar el disc anunciant una gira per diverses ciutats de Catalunya i el País Valencià, així com algunes localitzacions d'Espanya com Saragossa o Madrid. El primer concert de la gira va ser a la ciutat de València el 9 de novembre. Els concerts més destacats foren els protagonitzats al "Cruïlla de tardor" a Barcelona, a la Tarraco Arena Plaça a Tarragona i al festival "Temporada Alta" de Salt.

### L'amant malaltai aturada de l'activitat
El març de 2021 va tornar amb el single «L'amant malalta», acompanyat per un videoclip realitzat per Victor Carrey amb escenes urbanes, marcades per la sensació de l'apocalipsi durant una toca de queda. El mateix mes llaçaren el single «Tipus suite» acompanyat per un videoclip realitzat per Antonina Obrador. Finalment, el un parell de setmanes després el grup publicà l'EP L'amant malalta, amb l'última cançó, «La jungla», en format de set polzades d'edició limitada.
El març de 2023, després de setmanes de rumors que especulaven amb una possible separació de la banda, el grup va anunciar una interrupció de la seva activitat durant un temps sense determinar, d'una durada "més llarga de l'habitual", i que els seus membres es dedicarien a altres projectes. A finals d'any, Guillem Gisbert, veu principal de Manel, presentà els dos primers treballs de la seva aventura en solitari.

## Membres
- Guillem Gisbert Puig: veu principal, guitarra i ukelele. És compositor de bona part de les seves cançons (ha explicat que primer fa la música i, després, caminar li serveix per pensar la lletra).[38] Va néixer a Barcelona el 7 d'agost del 1981. És llicenciat en periodisme i aficionat al ciclisme.[39]
- Martí Maymó Tomàs: baix, clarinet i veus.
- Roger Padilla Gutiérrez: guitarra i veus. Havia aparegut com a Oriol Valls a la sèrie Laberint d'Ombres de Televisió de Catalunya a partir del capítol 130.[cal citació]
- Arnau Vallvé Socies: bateria i veus.

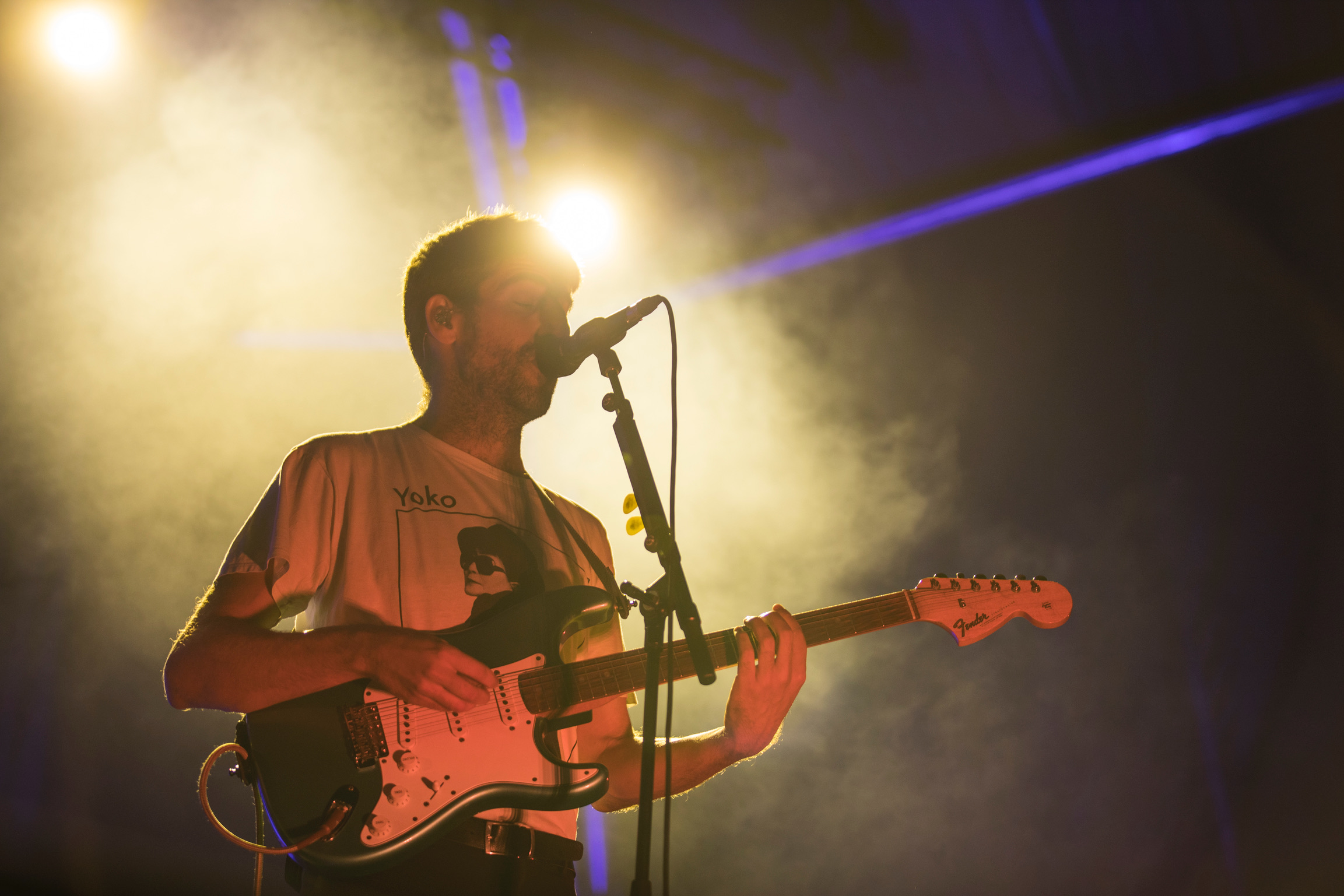
Guillem Gisbert Puig. Cantant de Manel.
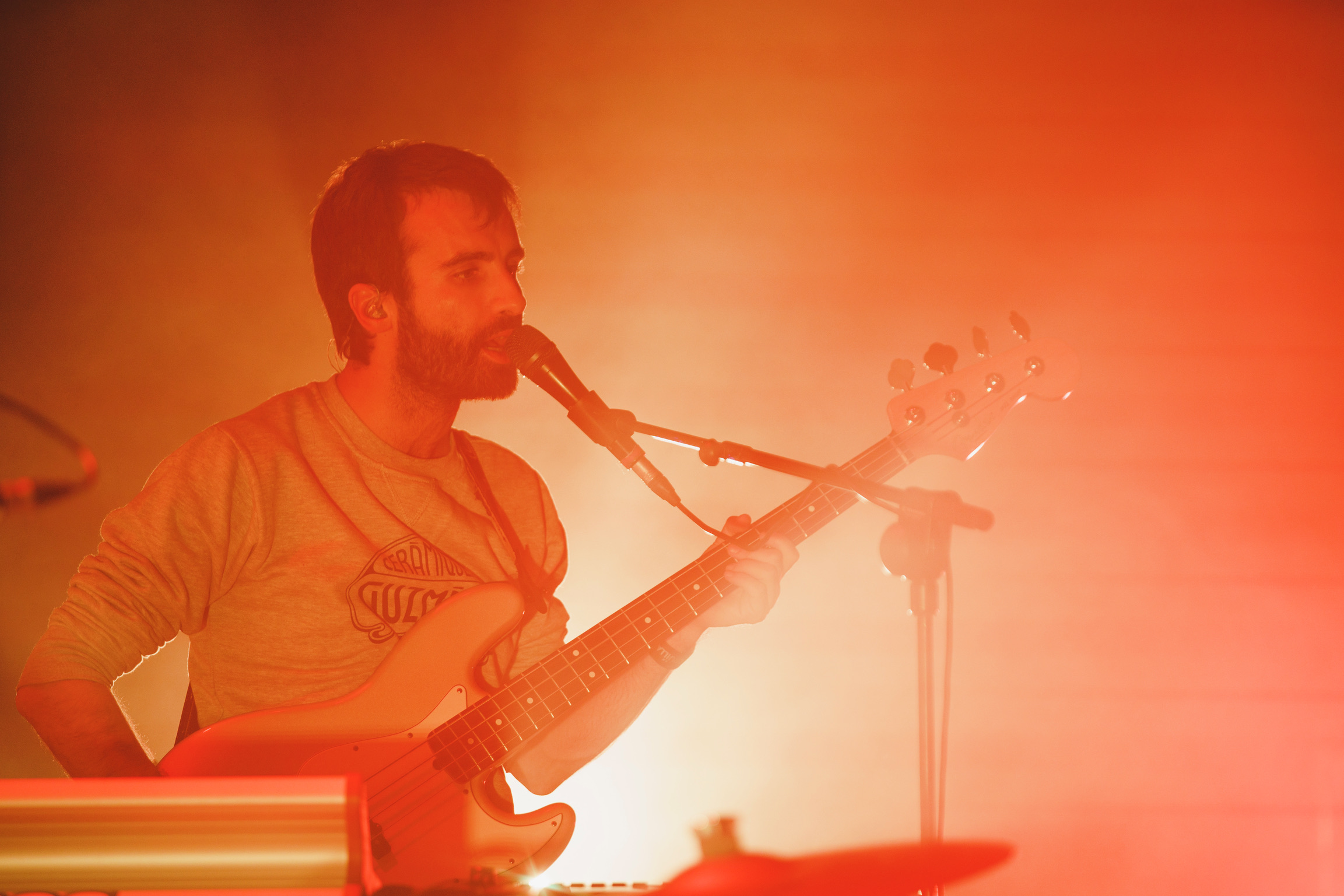
Martí Maymó Tomàs. Baixista de Manel.
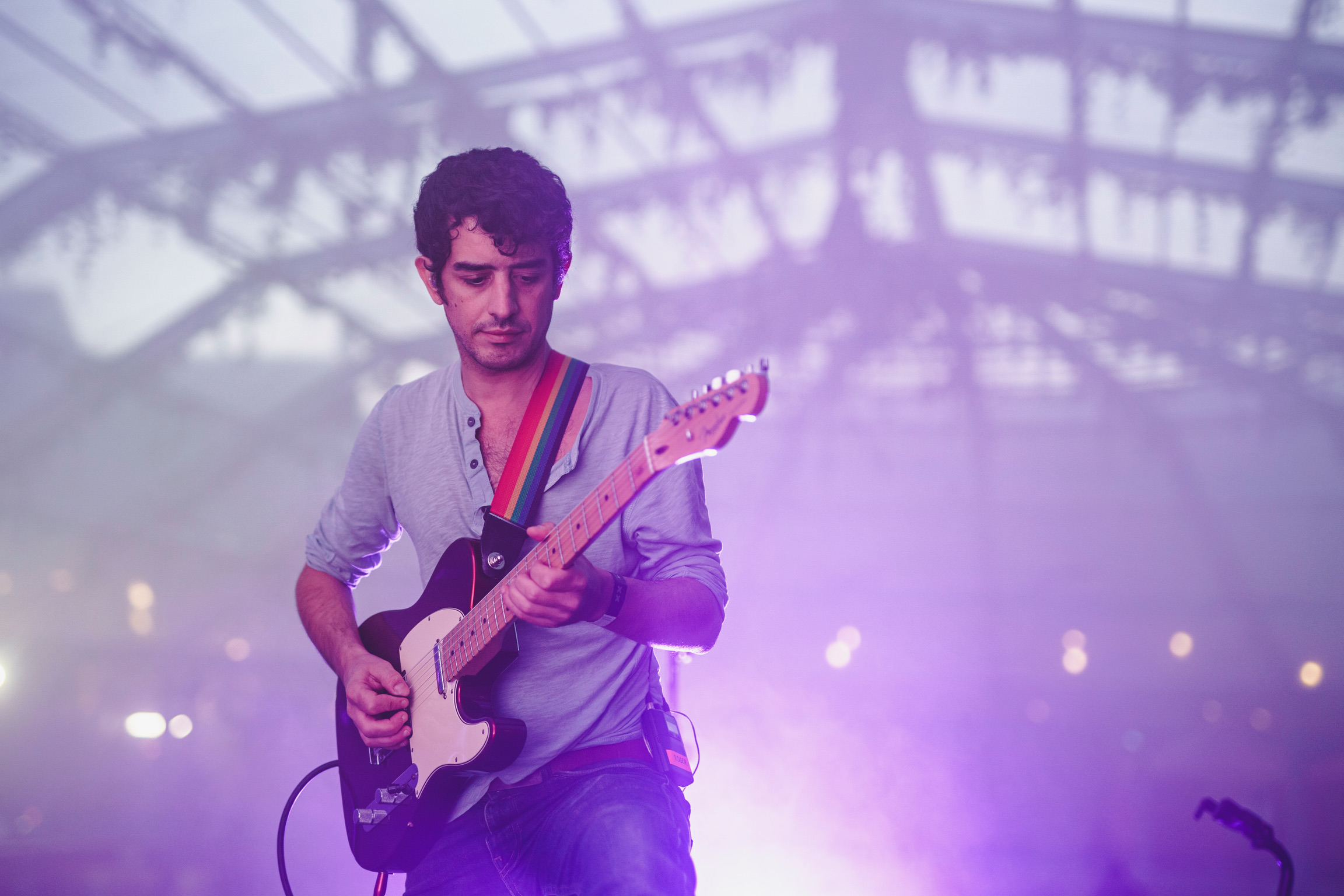
Roger Padilla Gutiérrez. Guitarrista de Manel.
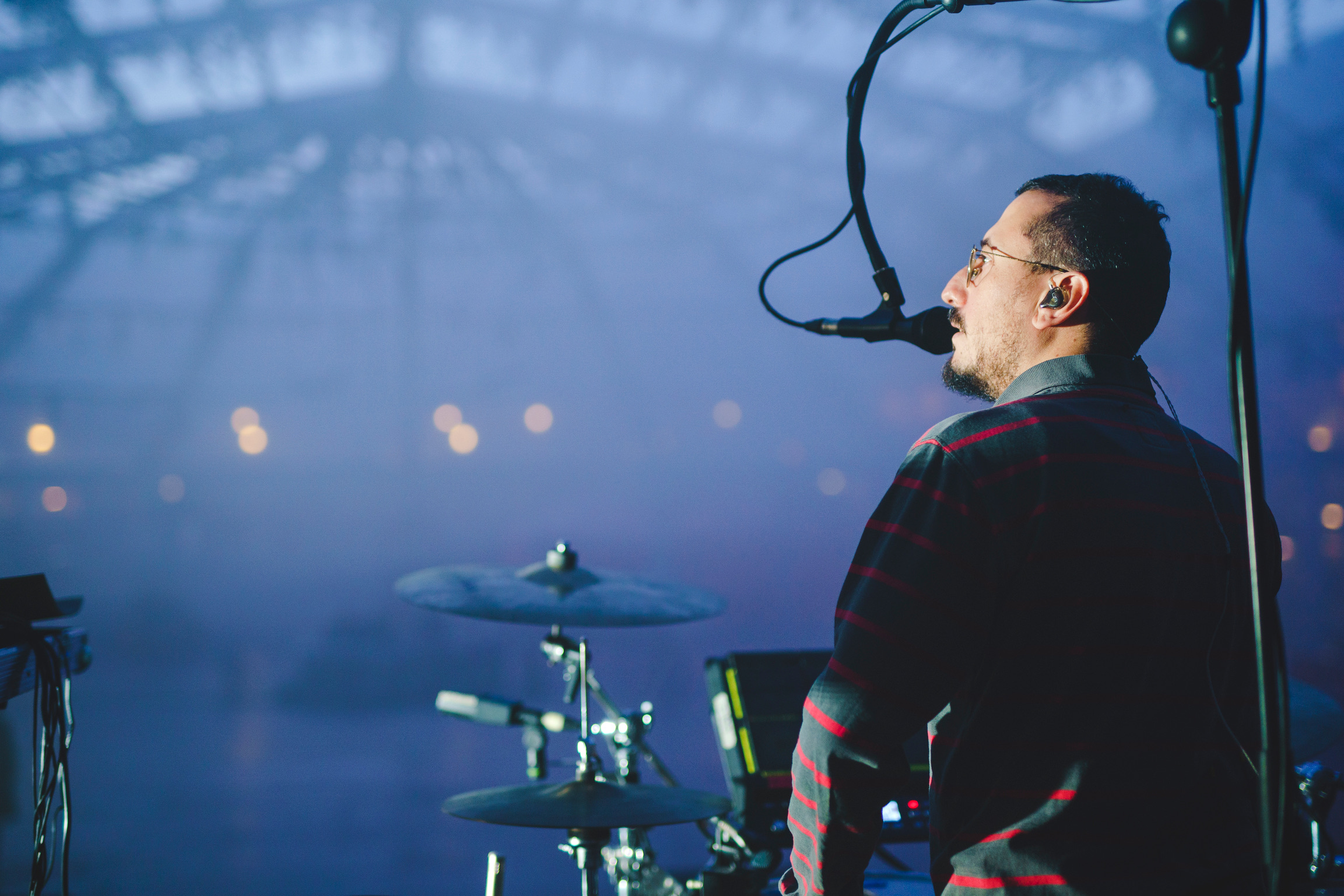
Arnau Vallvé Socies. Bateria de Manel.

## Discografia
El primer disc de Manel, Els millors professors europeus, va ser llançat l'any 2008. Va guanyar el premi Enderrock al millor disc de l'any en la categoria pop-rock. El setembre de 2010 va aconseguir la distinció de disc d'or. El segon disc, 10 milles per veure una bona armadura, va sortir a la venda el 15 de març de 2011, i en 10 dies es va convertir en el disc més venut de l'Estat espanyol. El tercer disc, Atletes, baixin de l'escenari, sortí a la venda el 16 d'abril de 2013; el primer senzill n'és «Teresa Rampell». Aquest disc va ser el 23è disc més venut el 2013 a Espanya, segons Promusicae. El quart disc, Jo competeixo, va ser publicat a l'abril de 2016 i una setmana després del seu llançament el disc es va situar com el més venut i encapçalant el rànquing d'iTunes.
El novembre de 2018 Manel va reeditar el disc Els millors professors europeus i el va publicar per primera vegada en vinil amb les cançons remasteritzades, per commemorar el desè aniversari de la publicació de l'àlbum debut de la banda. El maig de 2019 el grup va anunciar el llançament del seu cinquè disc, que serà publicat la tardor de 2019 en el seu propi segell, Ceràmiques Guzmán, una nova discogràfica amb un nom que fa referència a la cançó del primer àlbum del grup. Els dos primers senzills del disc han estat «Per la bona gent» (que inclou talls de la cançó «Alenar» de Maria del Mar Bonet del seu disc Alenar, 1977) i «Boy band».
| • Els millors professors europeus (2008) |
| --- |
| (Discmedi) 1. En la que el Bernat se't troba, 4:19 2. Avís per a navegants, 2:46 3. Ai, Dolors, 3:19 4. Pla quinquennal, 2:58 5. Roma, 3:45 6. Captatio benevolentiae, 4:19 7. Nit freda per ser abril, 4:21 8. Al mar!, 3:28 9. Els guapos són els raros, 3:38 10. Dona estrangera, 3:59 11. Ceràmiques Guzmán, 3:23 12. Corrandes de la parella estable, 7:15 |

| • 10 milles per veure una bona armadura (2011) |
| --- |
| (Warner Music / Discmedi) 1. Benvolgut, 4:15 2. La cançó del soldadet, 3:57 3. El gran salt, 3:21 4. Boomerang, 5:07 5. La bola de cristall 6. Aniversari, 4:29 7. Flor groga, 3:57 8. Criticarem les noves modes de pentinats, 6:06 9. El Miquel i l'Olga tornen, 3:39 10. Deixa-la, Toni, deixa-la, 6:22 |

| • Atletes, baixin de l'escenari (2013) |
| --- |
| (Warner/Discmedi) 1. Ai, Yoko 2. Vés bruixot! 3. Ja era fort 4. Banda de rock 5. Deixar-te un dia 6. Mort d'un heroi romàntic 7. Imagina't un nen 8. Teresa Rampell, 5:31 9. A veure què en fem 10. Desapareixíem lentament 11. Quin dia feia, amics... 12. Fes-me petons 13. Un directiu em va acomiadar |

| • Jo competeixo (2016) |
| --- |
| (Warner/Discmedi) 1. Les cosines 2. Cançó del dubte 3. Arriba l'alba a Sant Petersburg 4. La serotonina 5. Temptacions de Collserola 6. M'hi vaig llançar 7. L'espectre de Maria Antonieta 8. BBVA 9. Sabotatge 10. Avança, vianant 11. Jo competeixo |

| • Per la bona gent (2019) |
| --- |
| (Ceràmiques Guzmán) 1. Canvi de paradigma 2. Per la bona gent 3. Formigues 4. Aquí tens el meu braç 5. L'Adela i el marge 6. Els entusiasmats 7. Amb un ram de clamídies 8. Les restes 9. Tubs de ventilació 10. Boy Band 11. Les estrelles 12. El vell músic (feat. Sisa) |

| • L'amant malalta (2021)                                           |
| ------------------------------------------------------------------ |
| (Ceràmiques Guzmán) 1. L'amant malalta 2. Tipus suite 3. La jungla |

## Premis i reconeixements[calcitació]

### Grup
- 2007: Premi Joventut de la setena edició del concurs Sona9.
- 2009: Premi Enderrock 2009 el Grup Revelació.
- 2009: Premi PopEye 2009 el Grup Revelació.
- 2009: Premi Puig-Porret a la dotzena edició.
- 2009: Premi de l'Associació de Representants, Promotors i Mànagers de Catalunya (ARC) al millor artista.
- 2011: Premio Ojo Crítico de música moderna.
- 2011: Premi Altaveu 2011
- 2014: Premi Pompeu Fabra de projecció i difusió del català.[43]
- 2014: Premi Enderrock 2014 el millor artista de l'any.

### Els millors professors europeus
- 2008: Premi CineMad pel Millor Videoclip 2008 per "Dona Estrangera" dirigit per Sergi Pérez.
- 2009: Premi Enderrock 2009 el Millor Disc de Pop-Rock.
- 2010: Premi Enderrock 2010 el millor directe.
- 2010: Disc d'Or per "Els millors professors europeus".

### 10 milles per veure una bona armadura
- 2011: Disc d'Or per "10 milles per veure una bona armadura"
- 2011: Disc de Platí per "10 milles per veure una bona armadura"
- 2011: Millor disc nacional segon Itunes.
- 2011: Premi Cerverí a la Millor Lletra per "Benvolgut".
- 2012: Premi Enderrock 2012 el Millor disc pop de l'any segons la crítica.[44]
- 2012: Premi Enderrock 2012 el Millor disc de l'any segons el públic.[44]
- 2012: Premi Enderrock 2012 a la Millor Cançó per "Benvolgut".[44]
- 2012: Premi Enderrock 2012 el millor videoclip per "Aniversari".
- 2013: Premi de l'Associació de Representants, Promotors i Mànagers de Catalunya (ARC) a la millor gira de teatres i auditoris.[45]

### Atletes, baixin de l'escenari
- 2013: Disc d'Or per "Atletes, baixin de l'escenari".[46]
- 2013: Disc de Platí per "Atletes, baixin de l'escenari".

### Jo competeixo
- 2017: Premi Enderrock 2017 el millor artista de l'any i el millor disc pop-rock de l'any per "Jo Competeixo".[47]